# Gyöngyösi István (agrármérnök)
Gyöngyösi István (Budapest, 1945. július 15. –) agrármérnök, statisztikus.

## Életútja
1967-ben szerzett agrármérnöki oklevelet, 1971-ben egyetemi doktori címet a Gödöllői Agrártudományi Egyetemen. 1986-ban címzetes egyetemi docensi címet kapott. 1987-ben felsőfokú társadalomstatisztikai képesítést szerzett.
1967–1968-ban a felsőpetényi, 1968–1969-ben (főmezőgazdászként, majd termelési főmérnökként) a szécsénkei termelőszövetkezetben dolgozott. 1969 és 1982 között a Nógrád Megyei Tanács Mezőgazdasági és Élelmezésügyi Osztályának mérnök-közgazdásza, csoportvezetője, osztályvezető-helyettese, 1982 és 1989 között a Központi Statisztikai Hivatal Nógrád megyei igazgatója volt. 1989 és 1991 között a Mezőgazdasági és Élelmezésügyi (a rendszerváltás után: Földművelésügyi) Minisztérium sajtóirodáját vezette főosztályvezetői rangban. 1991-től 1995-ig az Országos Kereskedelmi és Hitelbank hálózatirányítási osztályvezető-helyetteseként működött. 1995-től a KSH tájékoztatási, 2003-tól elnöki főosztályán dolgozott.
1974-től a Gödöllői Agrártudományi Egyetemen, 1975-től a Pénzügyi és Számviteli Főiskola salgótarjáni tagozatán oktatott. 1979-től részt vesz a gödöllői és a gyöngyösi állam- és záróvizsga-bizottságok munkájában.

## Munkássága
Több mint kétszáz publikáció szerzője, amelyeket többek között a Figyelő, a Gazdaság és Statisztika, a Gazdálkodás, a Tudomány és Mezőgazdaság és a Területi Statisztika közölt. Írásaiban elsősorban agrárgazdasági, szövetkezeti, családszociológiai és statisztikatörténeti témákkal foglalkozik. Több jegyzete elhangzott a Kossuth Rádióban.

## Társasági tagságai
1975 és 1990 között a Magyar Agrártudományi Egyesület Nógrád megyei vezetője volt. 1987-ben a Magyar Vidék Társasága országos elnökségének, valamint a gödöllői címzetes professzorok és docensek kari tanácsának tagjává választották. 1997-től tagja, 1998 és 2001 között elnöke, majd 2007-ig ismét tagja volt az OTKA statisztikai, illetve statisztikai-demográfiai zsűrijének. A Magyar Statisztikai Társaság és a Magyar ENSZ Társaság tagja.

## Elismerései
1969-ben Kiváló Ifjú Mérnök elismerésben részesült. 1975-ben elnyerte a Munka Érdemrend bronz fokozatát, 1985-ben a Pro Re Rustica Promovenda díjat. Öt országos nívódíj birtokosa.

## Főbb művei
- Termelőszövetkezeteink sokoldalú fejlesztése. Utak, útvesztők, taktikák (Budapest, 1982)
- A kedvezőtlen adottságú termelőszövetkezetek fejlesztési problémái Nógrád megyében. Területi Statisztika, 1983. 1. sz. 29–36. o.
- Földtölte, népfogyatkozás. Népesedési folyamatokról (Salgótarján, 1986)
- Besztercebánya és Salgótarján néhány jellemzője. Területi Statisztika, 1987. 1–3. sz. 89–99. o.
- A család változásai társadalmunkban. A Nógrád megyei családok jellemzői (Salgótarján, 1988)
- Málnatermesztésről jelen és múlt időben (Salgótarján, 1988)
- Az építőipar a kilencvenes években nemzetközi összehasonlításban. Statisztikai Szemle, 1999. 9. sz. 732–746. o.
- Időutazás, azaz tényképek a kilencvenes évek Magyarországáról a statisztika tükrében. Palócföld, 2003. 1. sz. 67–73. o.